# Protoindoiranià
Protoindoiranià és el proto-llenguatge reconstruït de la branca d'idiomes indoiranians de la branca indoeuropea. S'assumeix que els seus parlants vivien durant a finals del tercer mil·lenni aC i sovint es connecten amb l'horitzó arqueològic del principi de l'Andronovo.
El protoindoiranià era un idioma centum, probablement separat dels idiomes protoindoeuropeu, del sànscrit vèdic i del Rigveda menys d'un mil·lenni. És l'antecessor dels idiomes indoaris, els idiomes iranians, els idiomes dàrdics i els idiomes del Nuristan.

## Fonologia
|                  |                     | labial | coronal | coronal | palatal | palatal | velar | Laringals |
| dental/ alveolar | post- alveolar      | labial | first   | second  |         |         | velar | Laringals |
| ---------------- | ------------------- | ------ | ------- | ------- | ------- | ------- | ----- | --------- |
| Implosives       | Consonants mudes    | *p     | *t      |         | *ĉ      | *č      | *k    |           |
| Implosives       | Consonants no mudes | *b     | *d      |         | *ĵ      | *ǰ      | *g    |           |
| Implosives       | aspirades           | *bʰ    | *dʰ     |         | *ĵʰ     | *ǰʰ     | *gʰ   |           |
| Fricatives       | voiceless           |        | *s      | *š      |         |         |       | *H        |
| Fricatives       | Consonants no mudes |        | (z)     | (*ž)    |         |         |       |           |
| Nasals           | Nasals              | *m     | *n      |         |         |         |       |           |
| Líquides         | Líquides            |        | *l      | *r      |         |         |       |           |
| Semivocal        | Semivocal           |        |         |         |         | *y      | *w    |           |

| Vocal alta  | *i *ī *ū |
| Vocal baixa | *a *ā    |

## Fonologia històrica
La característica més evident del canvi fonològic que separa el protoindoiranià del protoindoeuropeu és el col·lapse de les vocals ablaut *e, *o, *a dins una sola vocal, en el protoindoiranià *a

## Lèxic comparat
| protoindoiranià           | OP, Av)                  | Sànscrit vèdic  |
| ------------------------- | ------------------------ | --------------- |
| *aĉwa- ("cavall")         | Av, OP aspa              | aśva            |
| *bʰag-                    | OP baj- (bāji; "tribut") | bhag- (bhaga)   |
| *bʰrātr- ("germà")        | OP brātar                | bhrātṛ          |
| *bʰūmī ("earth", "terra") | OP būmi                  | bhūmī           |
| *martya ("mortal, "home") | OP martya                | martya          |
| *māsa ("lluna")           | OP māha                  | māsa            |
| *wāsara ("aviat")         | OP vāhara ("font")       | vāsara ("matí") |
| *ṛta ("veritat")          | Av aša, OP arta          | ṛta             |
| *draugʰ- ("falsedat")     | Av druj, OP draug-       | druh-           |
| *sauma "suc expremut"     | Av haoma                 | soma            |